# Сфорца, Асканио
Асканио Мария Сфорца (3 марта 1455, Кремона, Миланское герцогство — 28 мая 1505, Рим, Папская область) — итальянский церковный деятель, политик и дипломат. Шестой из законных детей герцога Милана Франческо Сфорца, младший брат Галеаццо Марии и Лодовико Сфорца.

## Биография
В 1479 году получил епископство Павии, в 1484 — должность кардинала-дьякона и принял участие в избрании папы Иннокентия VIII. Приоритетом его как политика в понтификат Иннокентия VIII было примирить Милан с неаполитанским королём Фердинандом.
На конклаве августа 1492 года, так как ему не было возможным получить папскую тиару для себя, Асканио отдал свой голос Родриго Борджиа, тогдашнему вице-канцлеру Церкви, в обмен на его должность. В целях укрепления отношений между его семьёй и папой, Асканио устроил брак Джованни Сфорца, своего родственника и правителя Пезаро, с Лукрецией Борджиа, внебрачной дочерью папы в 1493. Брак был расторгнут в 1497 году под предлогом того, что он был фиктивным.
Дружба между Асканио и Александром VI закончилась, когда французы вторглись в Италию в 1494. году. Папа решил противостоять французам, а Лодовико Сфорца тайно вступил в союз с королём Карлом VIII. Асканио вместе с другими кардиналами потребовал нового конклава, но когда Милан отрёкся от французов, Асканио был снова принят в Ватикане и прощён.
Когда Джованни Борджиа, сын папы, был зарезан в 1497 году, Асканио не присутствовал на следующей консистории и был среди подозреваемых в убийстве. Скоро он был освобождён от всех обвинений папой.
Когда французы снова вторглись в Италию при поддержке Святейшего Престола и захватили Милан, Асканио попал в тюрьму в 1500 году, не в силах помочь брату Лодовико Сфорца. 15 июня 1500 он был доставлен во Францию и заключён в тюрьму в Лионе, а затем в Бурже. Он был освобождён 3 января 1502 под обещание не покидать Францию без королевского разрешения.
С разрешения французов участвовал в конклаве сентября 1503, предпринимая тщетные усилия, чтобы добиться успеха в борьбе с кардиналом делла Ровере.
Когда Пий III (Франческо Пикколомини) умер через месяц, кардинал Сфорца принял участие в новом конклаве в октябре 1503 года, где папой стал Джулиано делла Ровере.

### Смерть
Больной пятидесятилетний Асканио умер в Риме 28 мая 1505. Юлий II приказал знаменитому скульптору Сансовино возвести ему гробницу в Санта-Мария-дель-Пополо.

### В кинематографе
- «Борджиа» — популярный мелодраматический сериал Нила Джордана (производство Канада—Венгрия—Ирландия, 2011—2013 годы). Кардинала Асканио Сфорца сыграл актер Питер Салливан.
- «Борджиа» — франко-германо-чешско-итальянский телесериал, 2011 год. Режиссёры — Оливер Хиршбигель, Метин Хусейн, Кристоф Шреве. Кардинала Асканио Сфорца сыграл актер Кристиан Маккей[англ.].